# تتيانا لوزانسكا
تتيانا لوزانسكا (بالأوكرانية: Тетяна Лужанська)‏ مواليد 4 سبتمبر 1984 في كييف، هي لاعبة كرة مضرب أمريكية سابقة بدأت مسيرتها كمحترفة سنة 2006 وكانت تلعب باليد اليمنى، اعتزلت اللعب في 2013. أعلى تصنيف لها في الفردي كان المركز الـ 131 في سنة 2011. أعلى تصنيف لها في الزوجي كان المركز الـ 99 في سنة 2007.

## النهائيات

### الزوجي: 1 (0-1)
| الحصيلة | الرقم | التاريخ      | الدورة                  | الأرضية | الشريك       | المنافس                                      | النتيجة          |
| ------- | ----- | ------------ | ----------------------- | ------- | ------------ | -------------------------------------------- | ---------------- |
| الوصافة | 1.    | 5 أغسطس 2007 | نورديا المفتوحة، السويد | صلبة    | تشان تشين وي | أنابيل ميدينا غاريغيس فيرخينيا روانو باسكوال | 1-6, 7-5, [6-10] |

## روابط خارجية
- تتيانا لوزانسكا على موقع رابطة محترفات التنس (الإنجليزية)
- تتيانا لوزانسكا على موقع الاتحاد الدولي لكرة المضرب (الإنجليزية)
- تتيانا لوزانسكا على موقع إي إس بي إن.كوم (الإنجليزية)